# My Soul
My Soul is het derde muziekalbum van de West Coast-rapper Coolio. Het album werd uitgegeven op 26 augustus 1997, door Tommy Boy Records en Warner Bros. Records. Dit is het laatste album van Coolio dat Tommy Boy labelt. Het album werd geproduceerd door Vic C., Brian "Wino" Dobbs en DJ I-Roc.

## Nummers
1. "Intro"
2. "2 Minutes & 21 Seconds Of Funk"
3. "One Mo" (samen met 40 Thevz)
4. "The Devil Is Dope"
5. "Hit 'Em" (samen met Ras Kass)
6. "Knight Falls"
7. "Ooh La La"
8. "Can U Dig It"
9. "Nature of the Business"
10. "Homeboy" (samen met Montell Jordan)
11. "Throwndown 2000" (samen met 40 Thevz)
12. "Can I Get Down One Time"
13. "Interlude"
14. "My Soul"
15. "Let's Do It"
16. "C U When U Get There" (samen met 40 Thevz)

It Takes a Thief · Gangsta's Paradise · My Soul · Coolio.com · El Cool Magnifico · The Return of the Gangsta · Steal Hear · Fantastic Voyage: The Greatest Hits